# Tropidia mamillata
Tropidia mamillata är en tvåvingeart som beskrevs av Friedrich Hermann Loew 1861. Tropidia mamillata ingår i släktet eldblomflugor, och familjen blomflugor. Inga underarter finns listade i Catalogue of Life.